# Shaft a l'Àfrica
Shaft a l'Àfrica (títol original en anglès: Shaft in Africa) és una pel·lícula d'acció estatunidenca de 1973. És el tercer i últim lliurament de la trilogia de Shaft. És el tercer film de la trilogia de blaxploitation protagonitzat per Richard Roundtree com John Shaft. John Guillermin la va dirigir i el guió és de Stirling Silliphant. El cost de la pel·lícula va pujar a 2,142 milions de dòlars, però la recaptació només va arribar a 1,458 milions. La MGM va comprar els drets per la televisió, però la sèrie de Shaft va ser cancel·lada tot just després de set episodis.

## Argument
John Shaft és reclutat per anar a trencar d'incògnit un anell de l'esclavitud moderna, on els joves africans se senten atrets a París per fer funcionar la cadena de les colles.

## Repartiment
- Richard Roundtree: John Shaft
- Frank Finlay: Amafi
- Vonetta McGee: Aleme
- Neda Arneric: Jazar
- Debebe Eshetu: Wassa
- Spiros Focás: Sassari
- Jacques Herlin: Perreau